# Ailuronyx
Genre
Ailuronyx est un genre de geckos de la famille des Gekkonidae.

## Répartition
Les espèces de ce genre sont endémiques des Seychelles.

## Description
Ce sont des geckos nocturnes et arboricoles.

## Liste des espèces
Selon The Reptile Database (10 septembre 2012) :
- Ailuronyx seychellensis (Duméril & Bibron, 1836)
- Ailuronyx tachyscopaeus Gerlach & Canning, 1996
- Ailuronyx trachygaster (Duméril, 1851)

## Publication originale
- Fitzinger, 1843 : Systema Reptilium, fasciculus primus, Amblyglossae. Braumüller et Seidel, Wien, p. 1-106 (texte intégral).